# Comté de Jefferson (Illinois)
Pour les articles homonymes, voir Jefferson et Comté de Jefferson.
Le comté de Jefferson (en anglais : Jefferson County) est un comté de l'État de l'Illinois aux États-Unis. 

## Comtés voisins
|                             | Nord : Comté de Marion  |                             |
| Ouest : Comté de Washington | Comté de Jefferson      | Est : Comté de Wayne        |
| Sud-Ouest : Comté de Perry  | Sud : Comté de Franklin | Sud-Est : Comté de Hamilton |

## Transports
- Interstate 57
- Interstate 64
- U.S. Route 51
- Illinois Route 15
- Illinois Route 37
- Illinois Route 142
- Illinois Route 149

## Villes

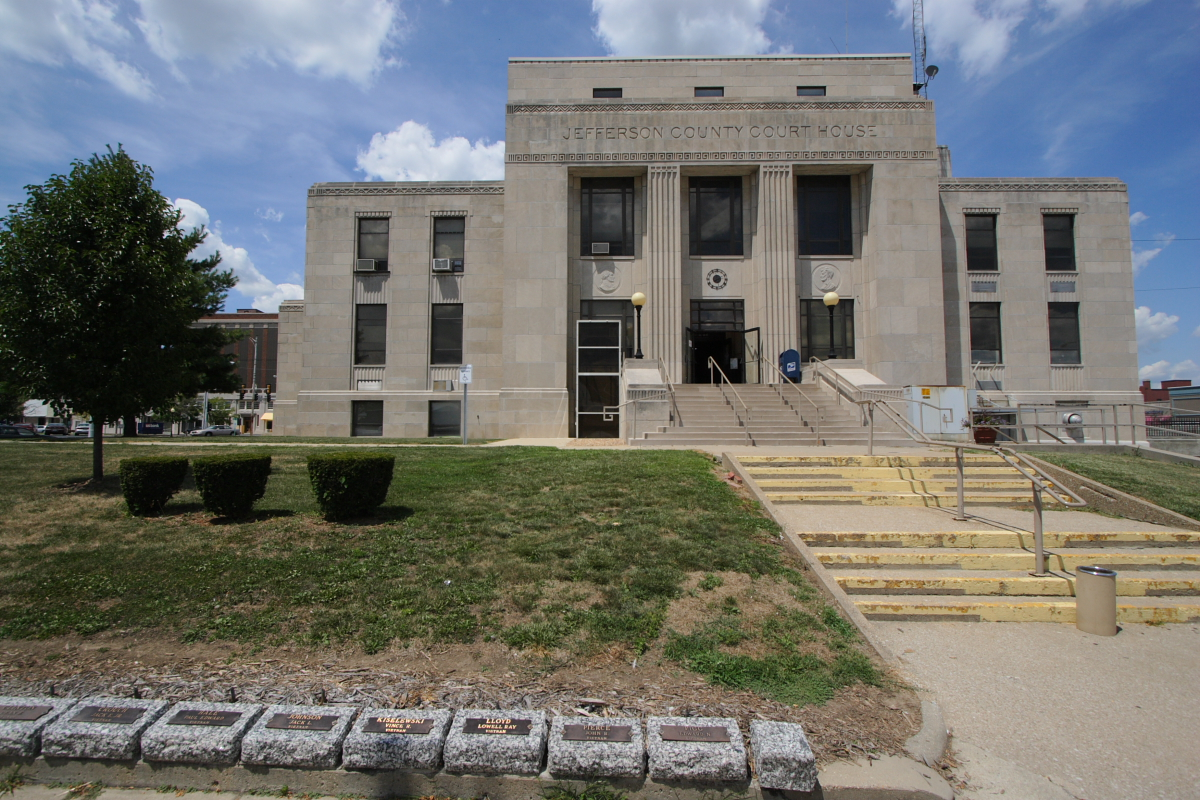
Le siège du Comté se trouve à Mount Vernon.

- Belle Rive
- Bluford
- Bonnie
- Dix
- Ina
- Mount Vernon
- Nason
- Scheller
- Texico
- Waltonville
- Woodlawn

## Personnalité liée au comté
- Sarah Farro (1859-1937), romancière